# セイロンティー

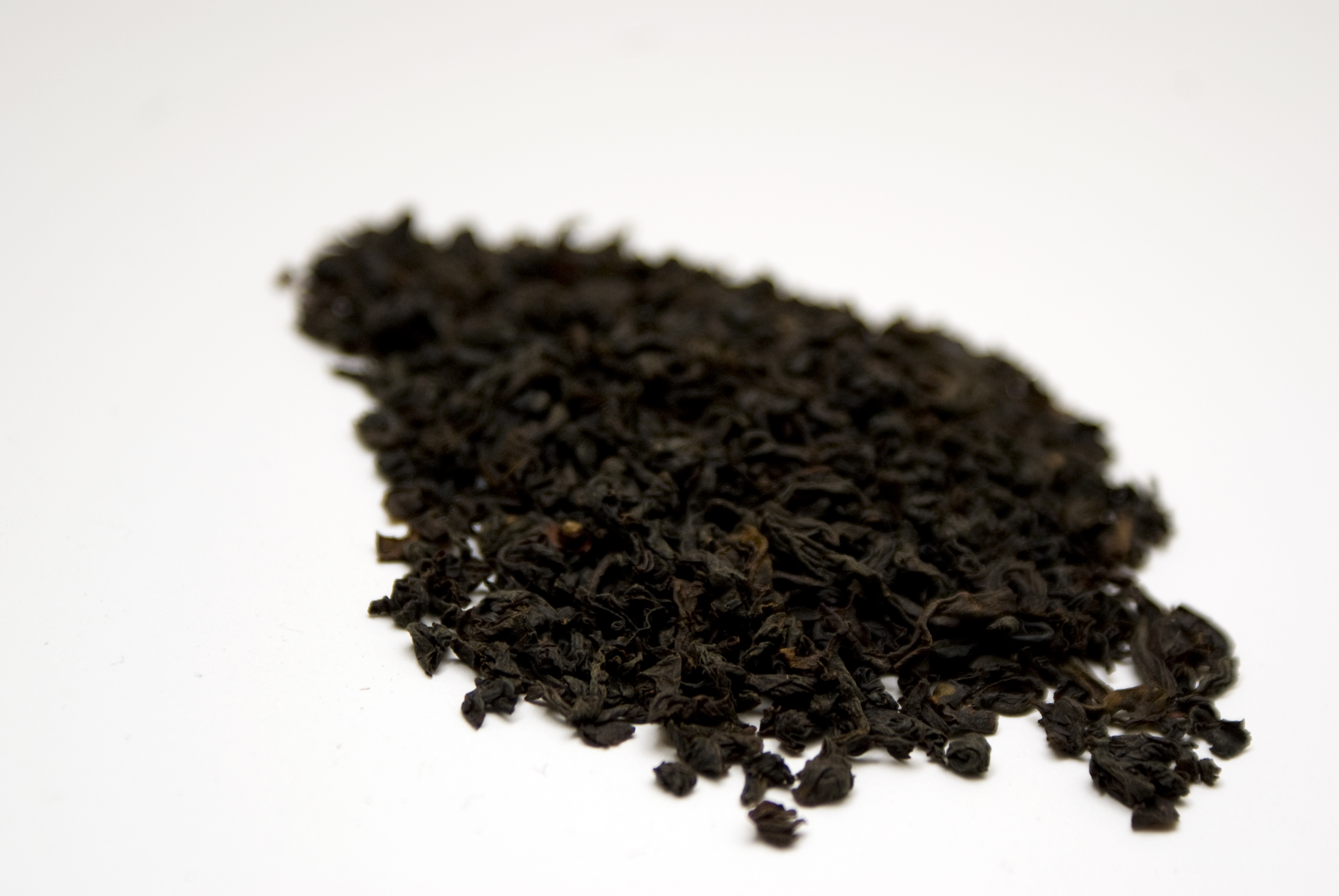
セイロンブラックティー

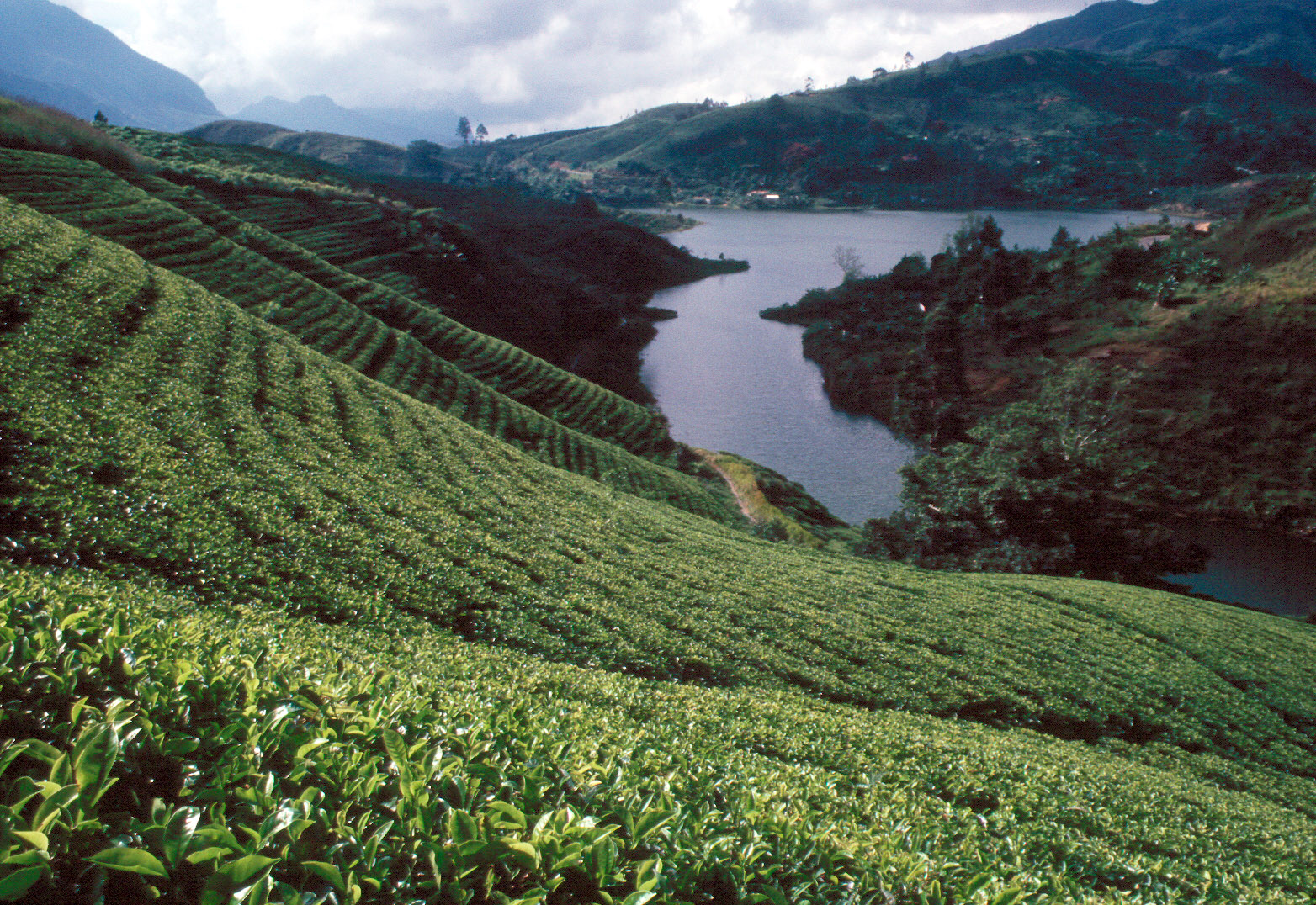
紅茶のプランテーション

セイロンティー（英語: Ceylon tea）とは、スリランカ産紅茶の総称で登録商標である。スリランカの国名は、1972年までセイロンであった。スリランカは、世界の茶の生産のうち10%を占める。一般的に、ほのかな柑橘系の芳香があり、ブレンドでも単一産地銘柄でも使用される。年間生産量は24万トン超であり、96%が世界に輸出されている。うち7,000トンは日本に輸出されている。

## 種別
スリランカでは、茶園と加工工場の標高によって、ハイ・グロウン・ティー、ミディアム・グロウン・ティー、ロー・グロウン・ティーの3つの種別に分けられる。

### ハイ・グロウン・ティー
英語: High Grown Tea、高産地茶
標高4,000フィート（約1,300メートル）以上の産地。バラのような香りがあり、爽やかで渋みが強い。世界三大銘茶のひとつに挙げられるウバ (Uva) をはじめ、ディンブラ (Dimbula) やヌワラ・エリヤ (Nuwara Elliya) がある。

### ミディアム・グロウン・ティー
英語: Medium Grown Tea、中産地茶
標高2,000～4,000フィート（約670～1,300メートル）の産地。芳しい香りとやや渋めの味。キャンディ (Kandy) などがある。

### ロー・グロウン・ティー
英語: Low Grown Tea、低産地茶
標高2,000フィート（約670メートル）以下の産地。一般に濃厚な味で、香りが少なめ。チャイ用として中東で人気のあるルフナ (Ruhuna) などがある。
以上のように、一言に「セイロンティー」といっても、生産される標高によって、香り・渋み・味わいが異なるため、単に「セイロン（スリランカ）産」ではなく、「ウバ産」や「キャンディ産」といった、生産地域名で呼ばれることも多い。